# Kostel svatého Teodora Tirona (Jančište)
Kostel svatého Teodora Tirona (makedonsky: Црква Св. Теодор Тирон) je kostel ve vesnici Jančište v Severní Makedonii. Kostel se nachází u výjezdu z vesnice směrem do vesnice Preljubište. Kolem kostela se nachází vesnický hřbitov.

## Historie
V roce 1947 byly na tomto místě nalezeny pozůstatky kostela, pocházejícího již z dob starověku.
V roce 1967 byla na tomto místě zahájena stavba nynějšího kostela. Hlavním patronátem je první sobota velikonočního půstu.

## Architektura
V kostele se nachází ikona Panny Marie s Kristem z roku 1898 od Jakova Radeva Mažoskiho.
Na nádvoří kostela se nachází refektář, jehož základní kámen byl položen v roce 2002 a vysvěcen byl 22. září 2007 metropolitou Kirilem Položsko-kumanovským a několika místními kněžími.

## Galerie

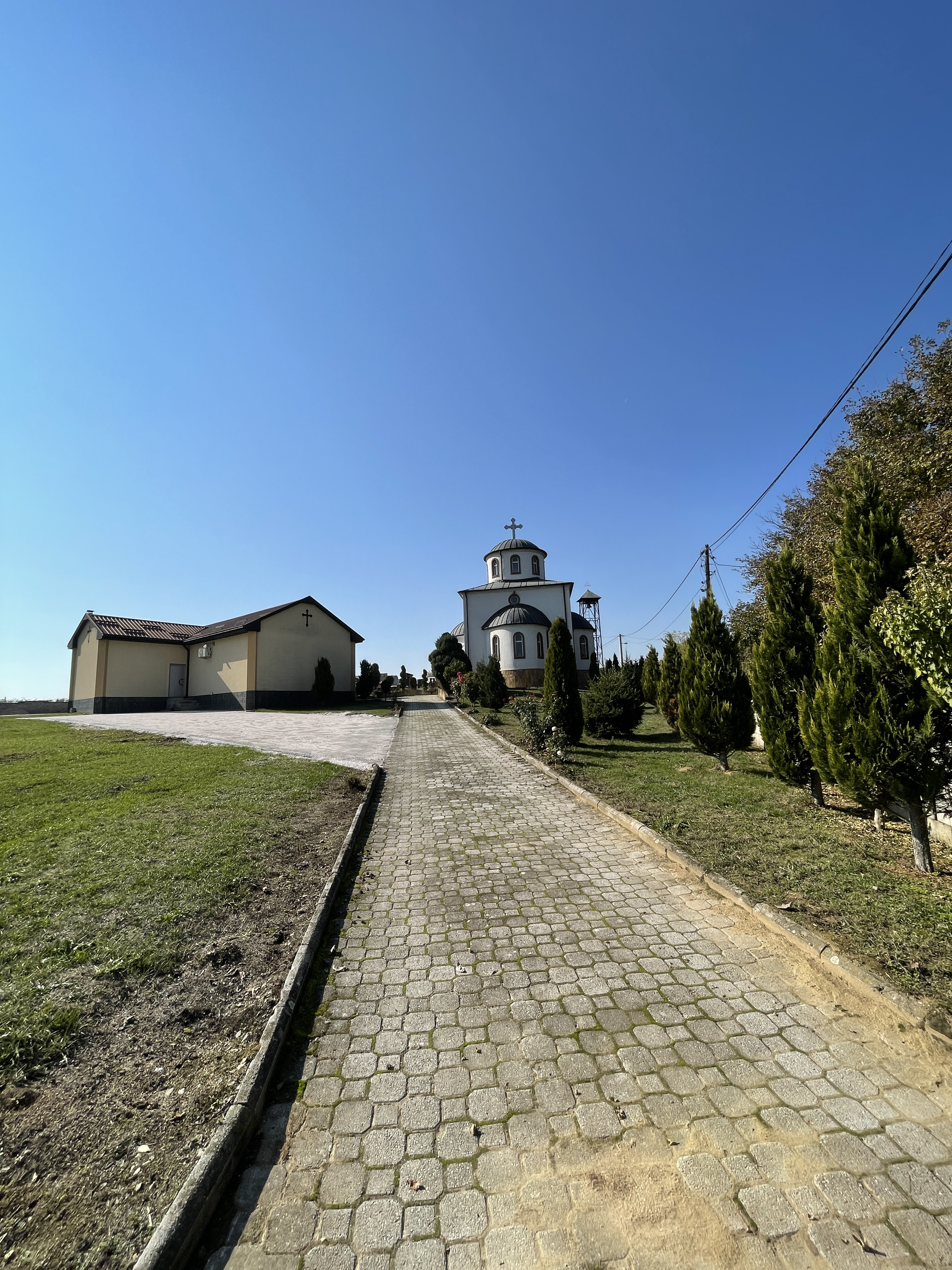
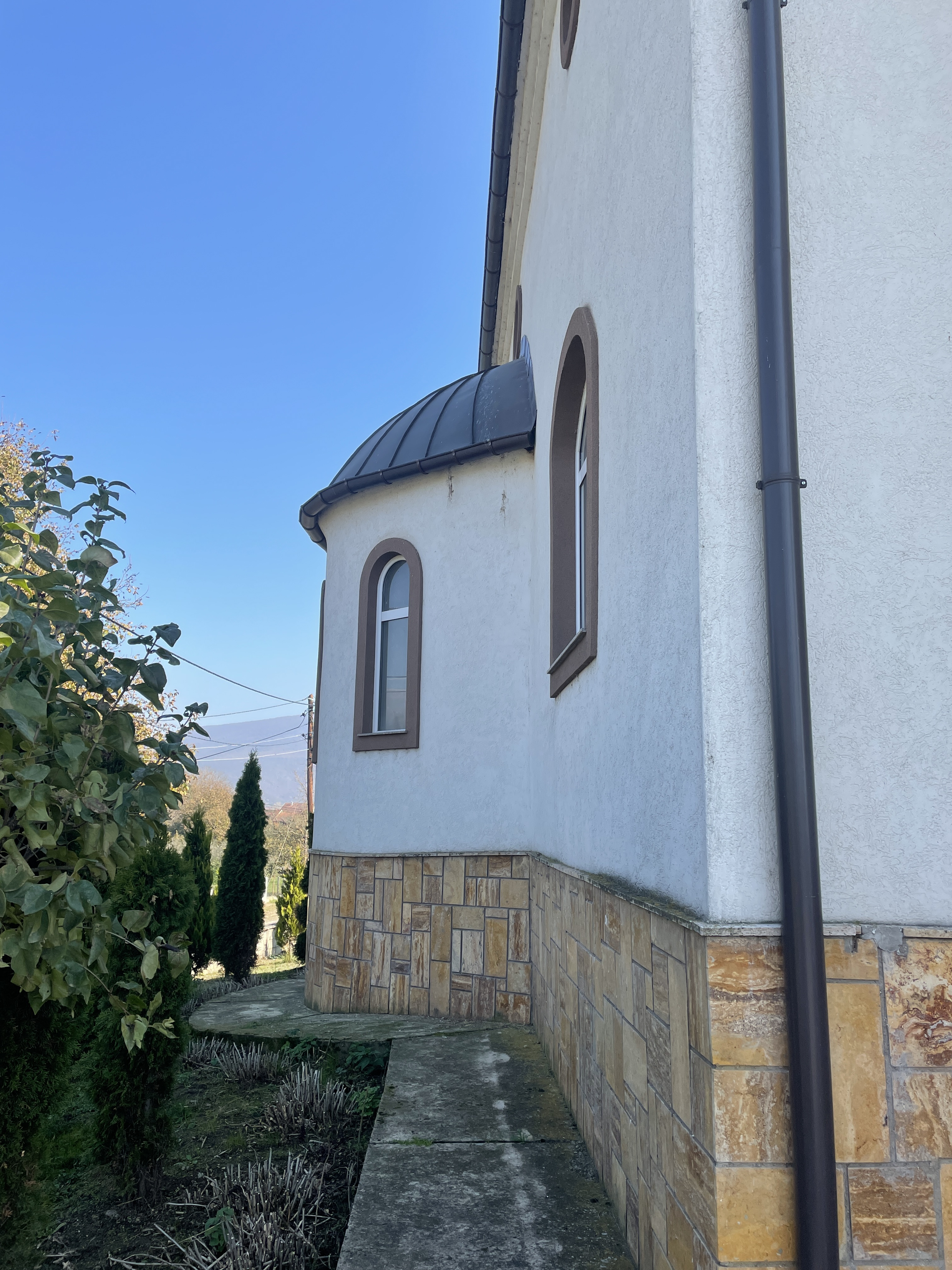
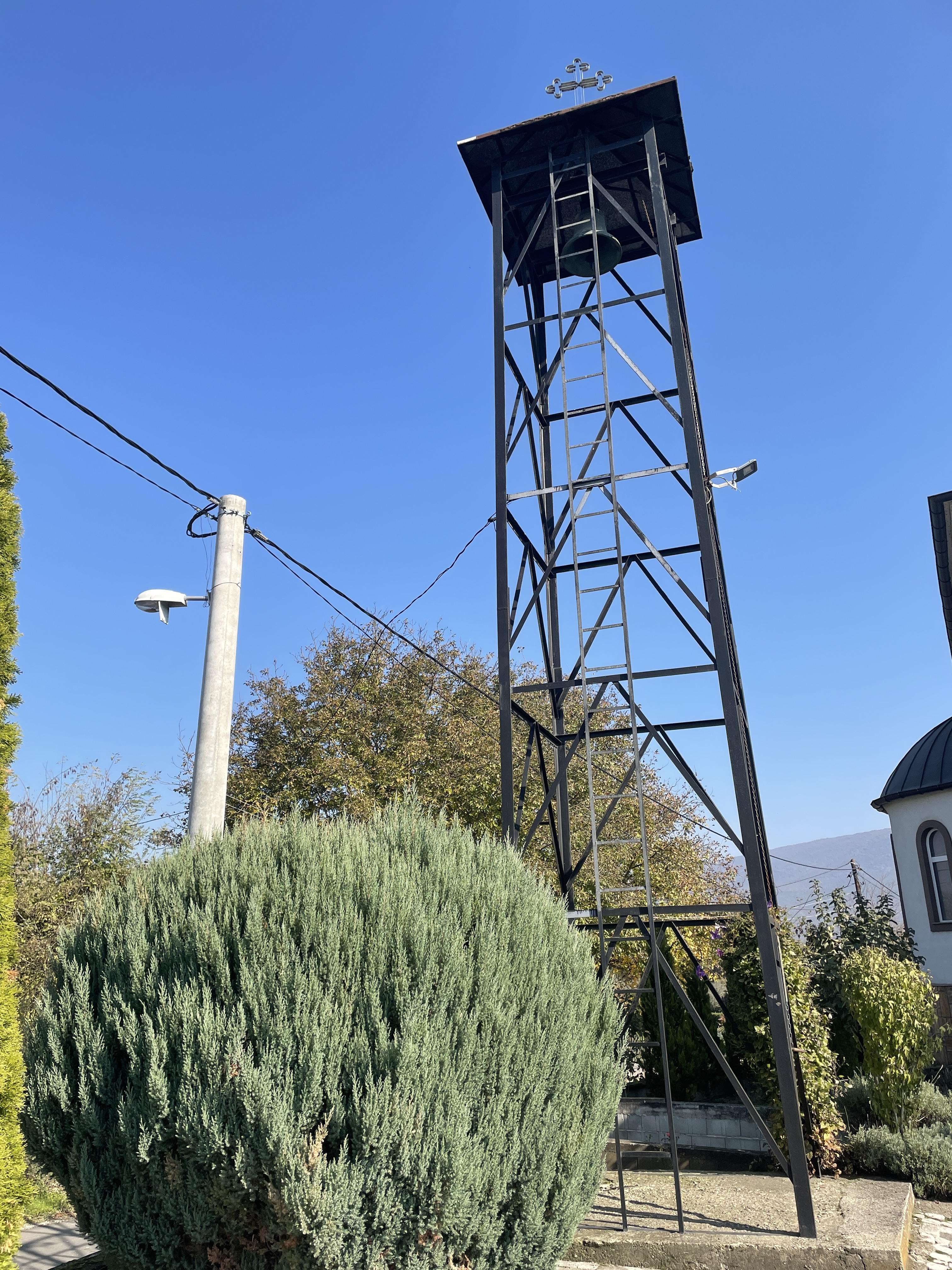
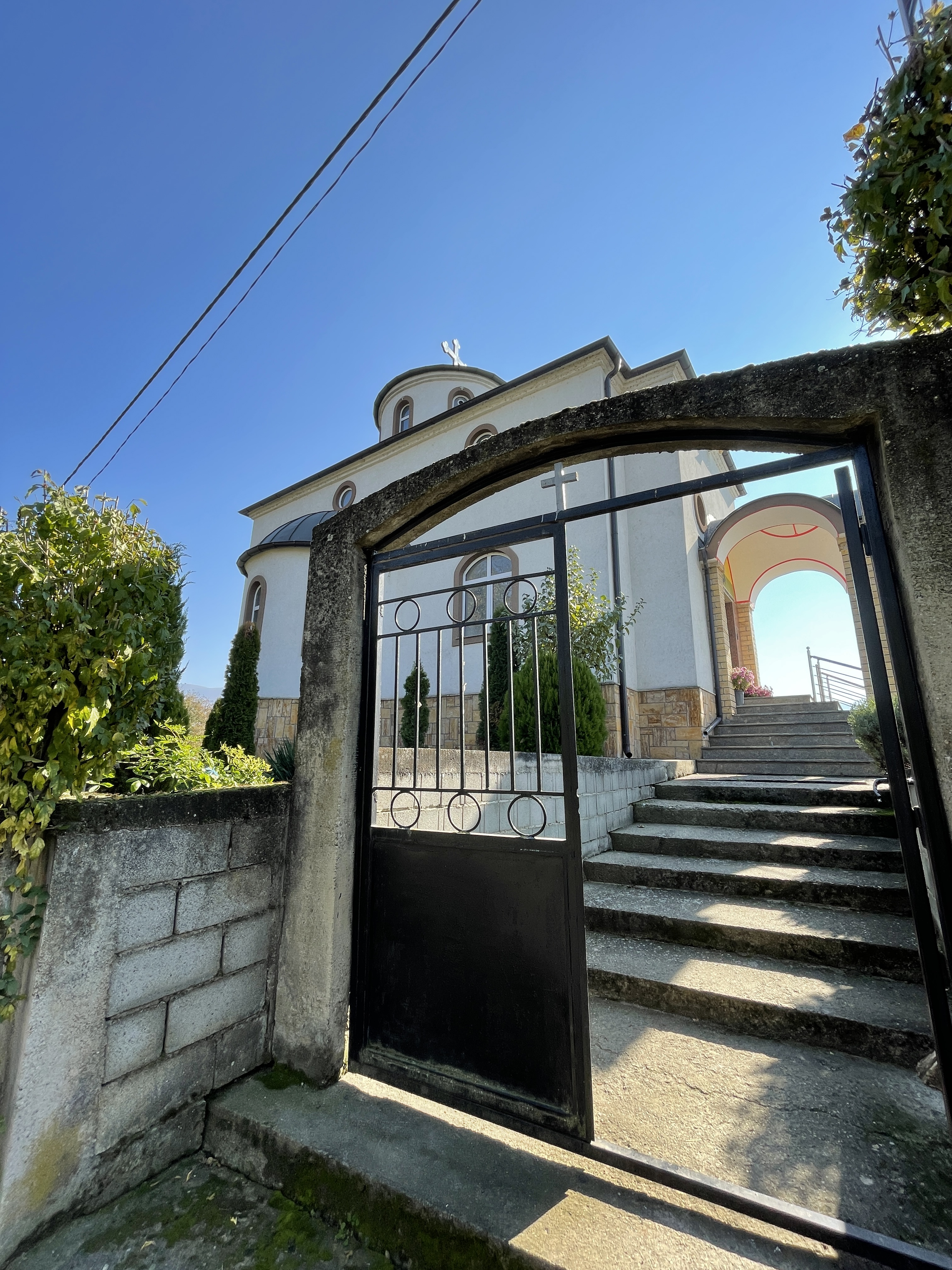
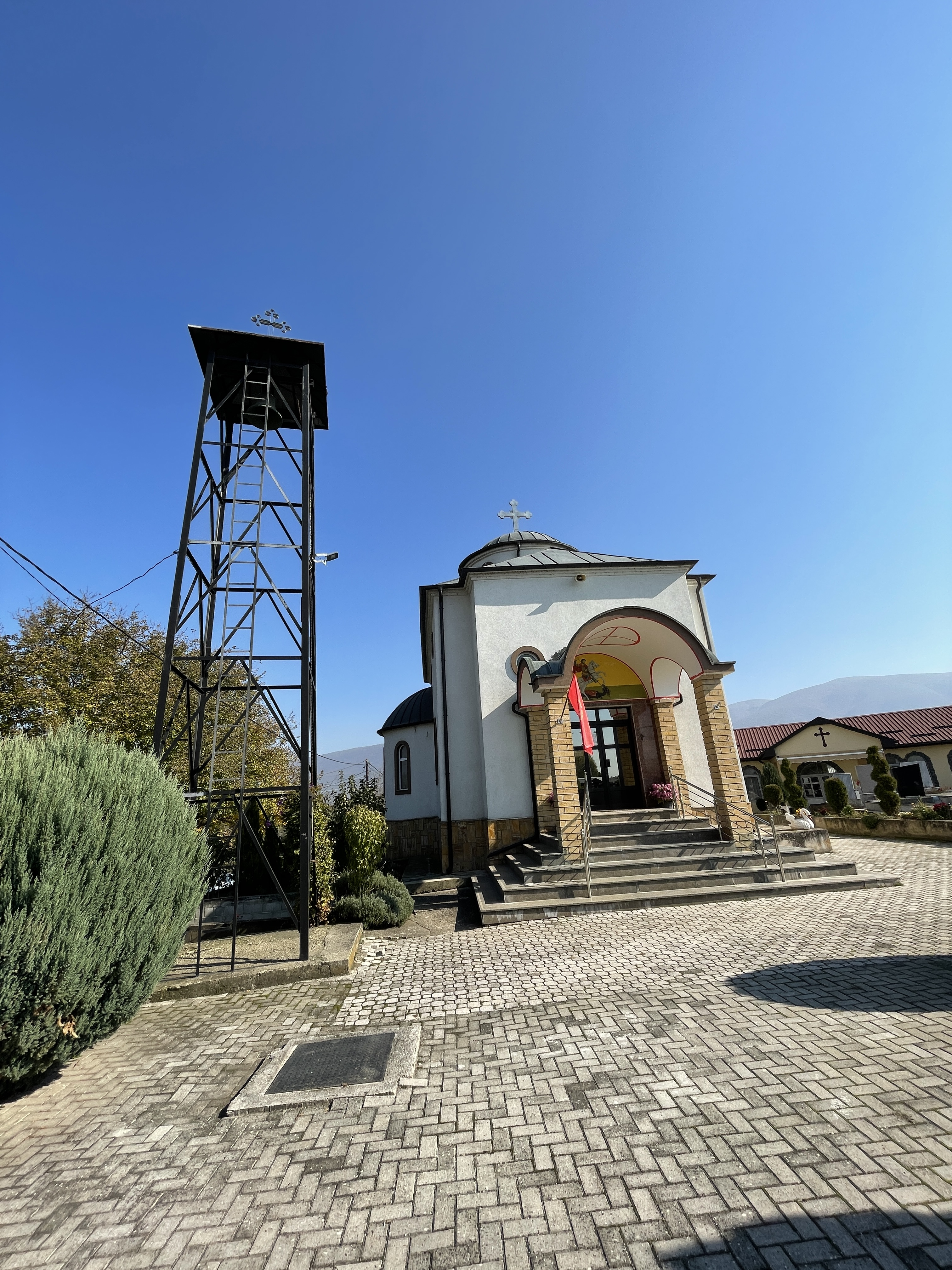
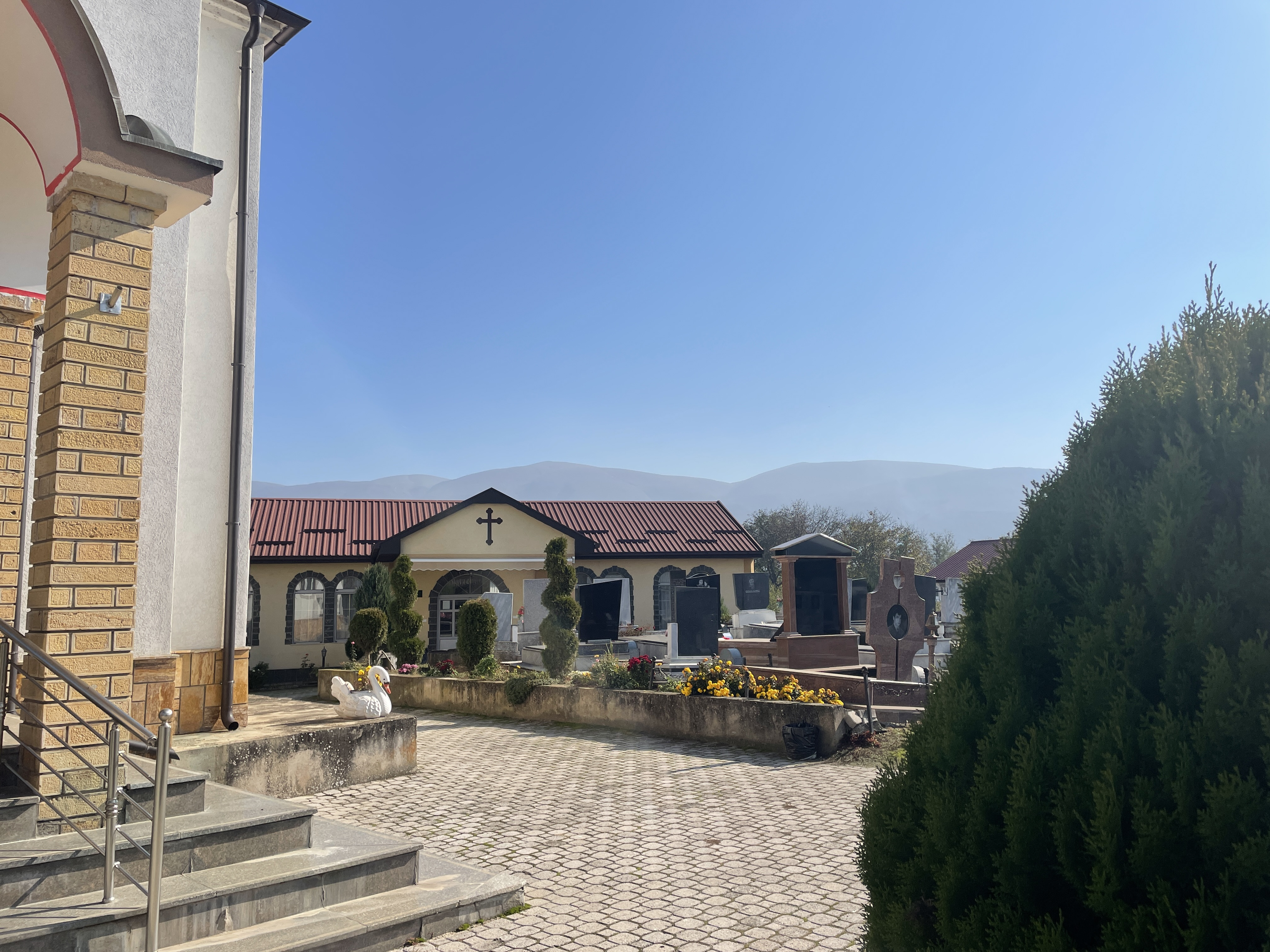
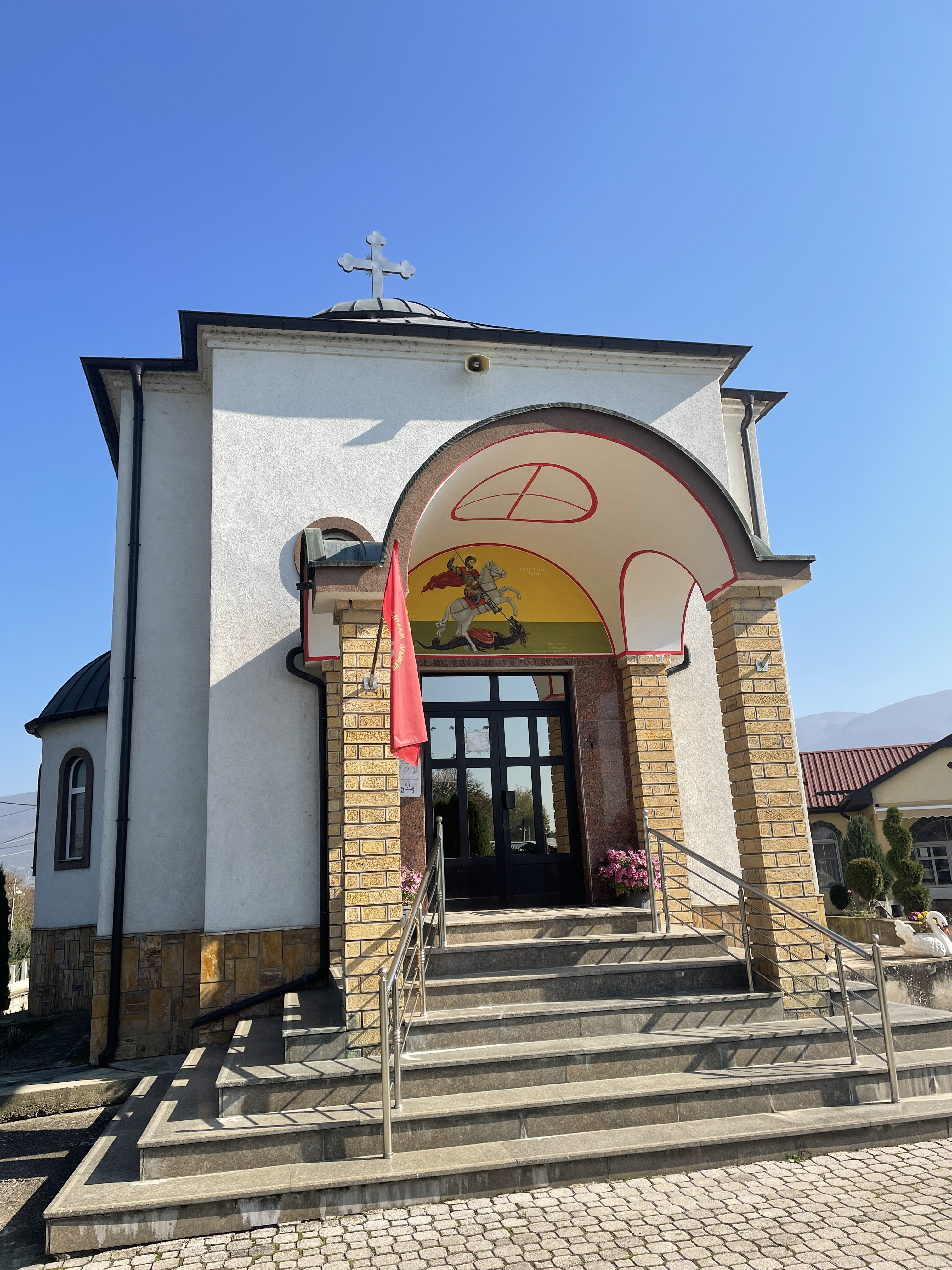
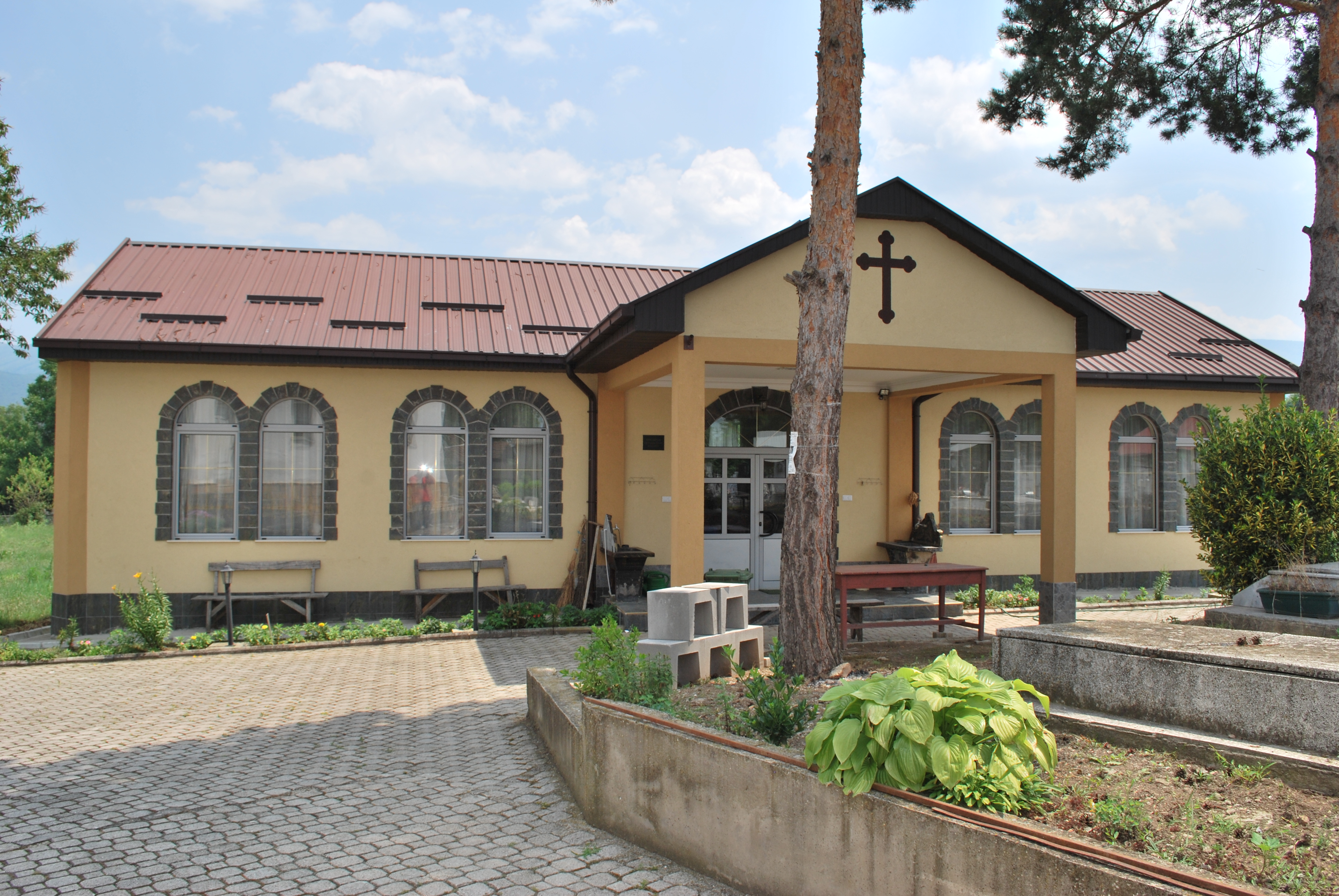